# Butajnova
Butajnova – wieś w Słowenii, w gminie Dobrova-Polhov Gradec. W 2018 roku liczyła 231 mieszkańców.